# Zelotes duplex
Zelotes duplex este o specie de păianjeni din genul Zelotes, familia Gnaphosidae, descrisă de Chamberlin în anul 1922. Conform Catalogue of Life specia Zelotes duplex nu are subspecii cunoscute.